# Kanton Belfort-Sud
Kanton Belfort-Sud is een voormalig kanton van het Franse departement Territoire de Belfort. Het kanton maakte deel uit van het arrondissement Belfort.
Het kanton omvatte uitsluitend een deel van de gemeente Belfort.